# Tylophora woollsii
Tylophora woollsii är en oleanderväxtart som beskrevs av George Bentham. Tylophora woollsii ingår i släktet Tylophora och familjen oleanderväxter. Inga underarter finns listade i Catalogue of Life.